# Station Dubňany
Železniční zastávka Dubňany (Nederlands: Spoorweghalte Dubňany, Duits vroeger: Dubnian) was een spoorwegstation in de Moravische stad Dubňany in het dorp Jarohněvice in Tsjechië. Het station lag aan lokaalspoorlijn 257 (die van Kyjov naar Mutěnice liep). Het station opende in 1900 en werd in 1994 gesloten.